# Ата (приток Малого Черемшана)
Ата (тат. Ата) — река в Татарстане, правый приток Малого Черемшана. Длина реки — 24 км. Площадь водосборного бассейна — 265 км².
В верхней части (до впадения Бурнайки) носит название Инча.
Исток находится в 2 км к северо-западу от села Верхнее Колчурино. Протекает по центральной части Алькеевского района с запада на восток. Впадает в Малый Черемшан в 1,5 км к западу от села Борискино.
Сток зарегулирован. В среднем течении образует рукава. В бассейне реки много мелких бессточных озёр.
Протекает через населённые пункты Верхнее Колчурино, Нижнее Колчурино, Сиктерме, Старая Хурада, Верхнее Алькеево, Нижнее Алькеево.
В устьевой части реку пересекает автодорога 16К-0191 «Алексеевское — Высокий Колок».

## Притоки
- 12 км лев.: Шапкинка (дл. 12 км)
- 13 км пр.: Бурнайка (дл. 16 км)

## Данные водного реестра
По данным государственного водного реестра России относится к Нижневолжскому бассейновому округу, водохозяйственный участок реки — Большой Черемшан от истока и до устья. Речной бассейн реки — Волга от верхнего Куйбышевского водохранилища до впадения в Каспий.
Код водного объекта в государственном водном реестре — 11010000412212100005197.